# 史蒂夫·古多尔
史蒂夫·古多尔（英語：Steve Goodall，1956年10月28日—），澳大利亚男子自行车运动员。他曾代表澳大利亚参加1978年英联邦运动会自行车比赛，获得男子双人自行车赛铜牌。